# Goudnekwever
De goudnekwever (Ploceus aureonucha) is een zangvogel uit de familie Ploceidae (wevers en verwanten). De soort werd in 1920 door de Oostenrijkse vogelkundige Moritz Sassi geldig beschreven. Het is een bedreigde, endemische vogelsoort in Congo-Kinshasa.

## Kenmerken
De vogel is 12 cm lang. Het mannetje in broedkleed is grotendeels zwart van boven, maar boven op de kop, nek en bovenborst is de vogel roodbruin gekleurd. Rond het oog en de oorstreek en de kin is het verenkleed weer donkergrijs. Verder heeft de vogel een opvallende gele kraag, vandaar de naam goudnekwever. De buik is grijsgroen. Het vrouwtje is donkergrijs tot zwart en heeft alleen een roodbruine kruin en de gele kraag. De poten zijn lichtbruin en de snavel is donkerder bruin.

## Verspreiding en leefgebied
Deze soort is endemisch in noordoostelijk Congo-Kinshasa in de provincie Ituri en mogelijk ook in aangrenzend Oeganda. Het leefgebied is dichtbegroeid ongerept regenwoud.

## Status
De goudnekwever heeft een beperkt verspreidingsgebied en daardoor is de kans op uitsterven aanwezig. De grootte van de populatie werd in 2016 door BirdLife International geschat op 250 tot 1000 volwassen individuen en de populatie-aantallen nemen af door habitatverlies. Het leefgebied wordt aangetast door ontbossing waarbij natuurlijk bos wordt omgezet in gebied voor agrarisch gebruik en menselijke bewoning, waarbij ook oorlogsomstandigheden bijdragen aan verlies aan regenwoud. Om deze redenen staat deze soort als bedreigd op de Rode Lijst van de IUCN.